# Эрозионная борозда

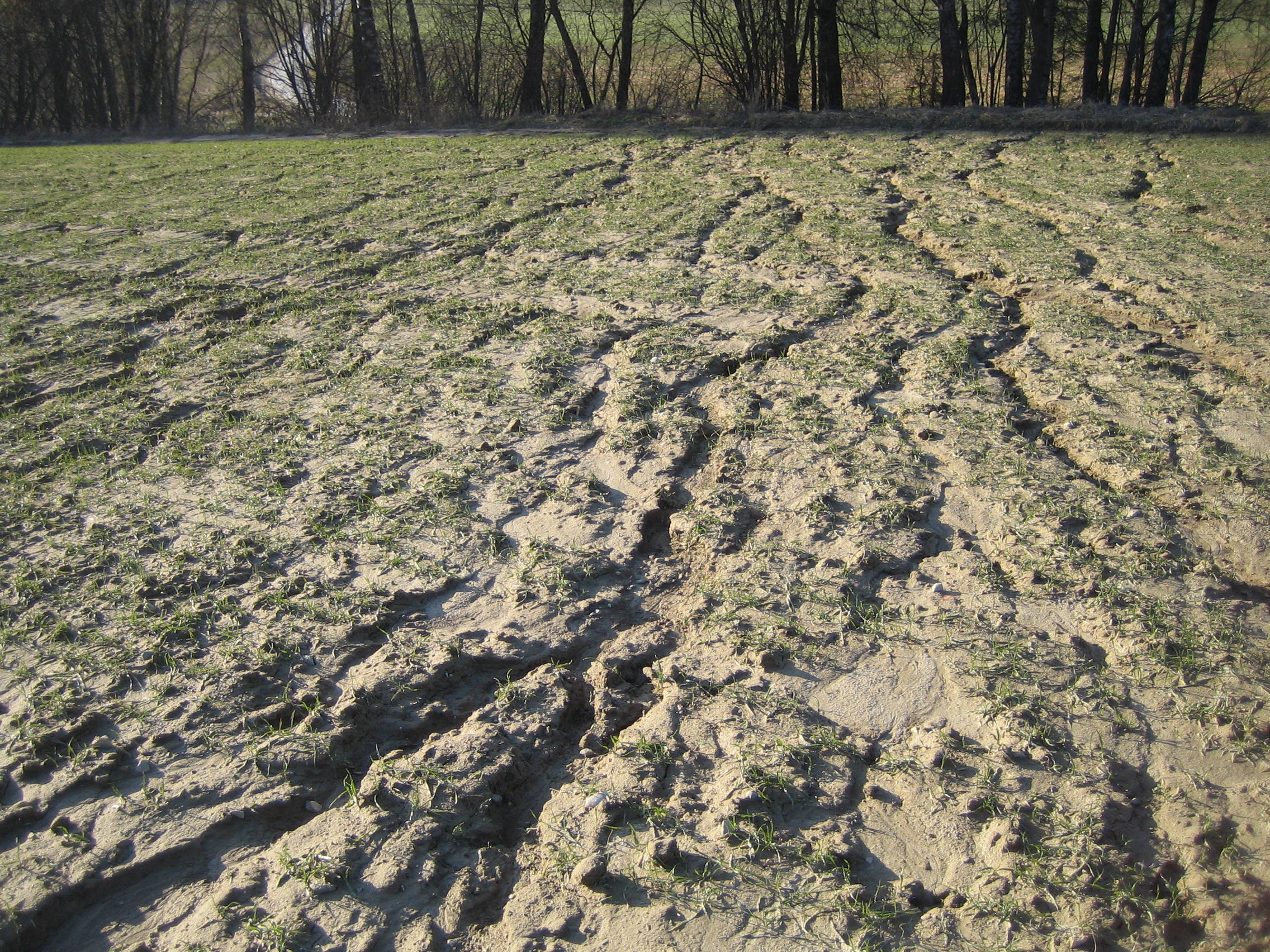
Эрозионная борозда

Эрозионная борозда — форма флювиального рельефа, образующаяся на делювиальных склонах при переходе плоскостного смыва в линейный. Могут образоваться в легко размывающихся породах после ливня и в дальнейшем собирают дождевую и талую воду.
При рассмотрении в поперечном разрезе эрозионная борозда представляет собой V-образное или ящиковидное углубление с крутыми стенками глубиной от 3 до 30 см и длиной, в несколько раз превосходящей ширину. При этом глубина образований растёт, если увеличивается количество воды, протекающей через борозду, и сглаживается, если сток воды прекращается.
Борозда, образованная в распаханной почве с редкой растительностью с увеличением водотока превращается в промоину.

## Галерея

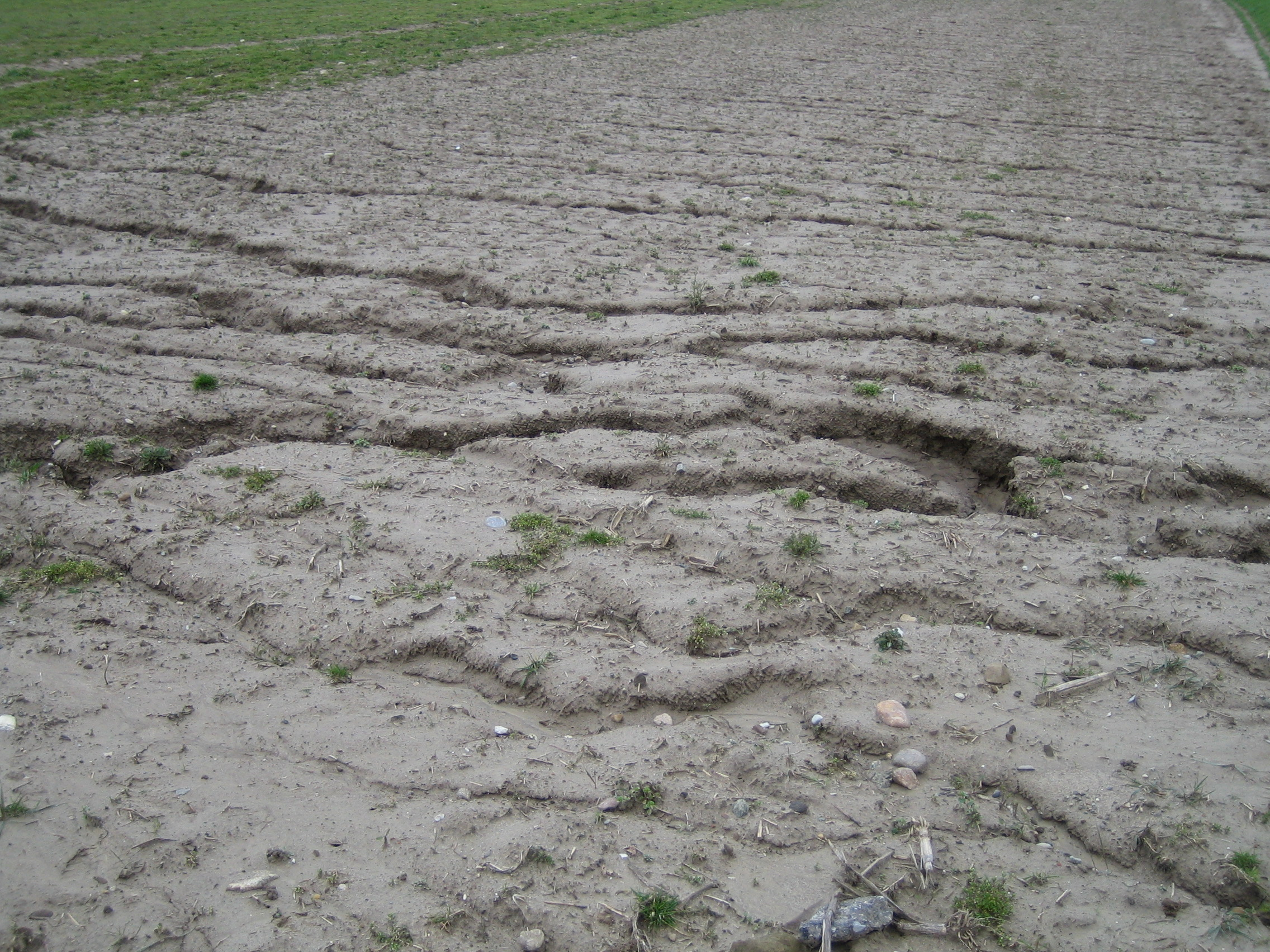
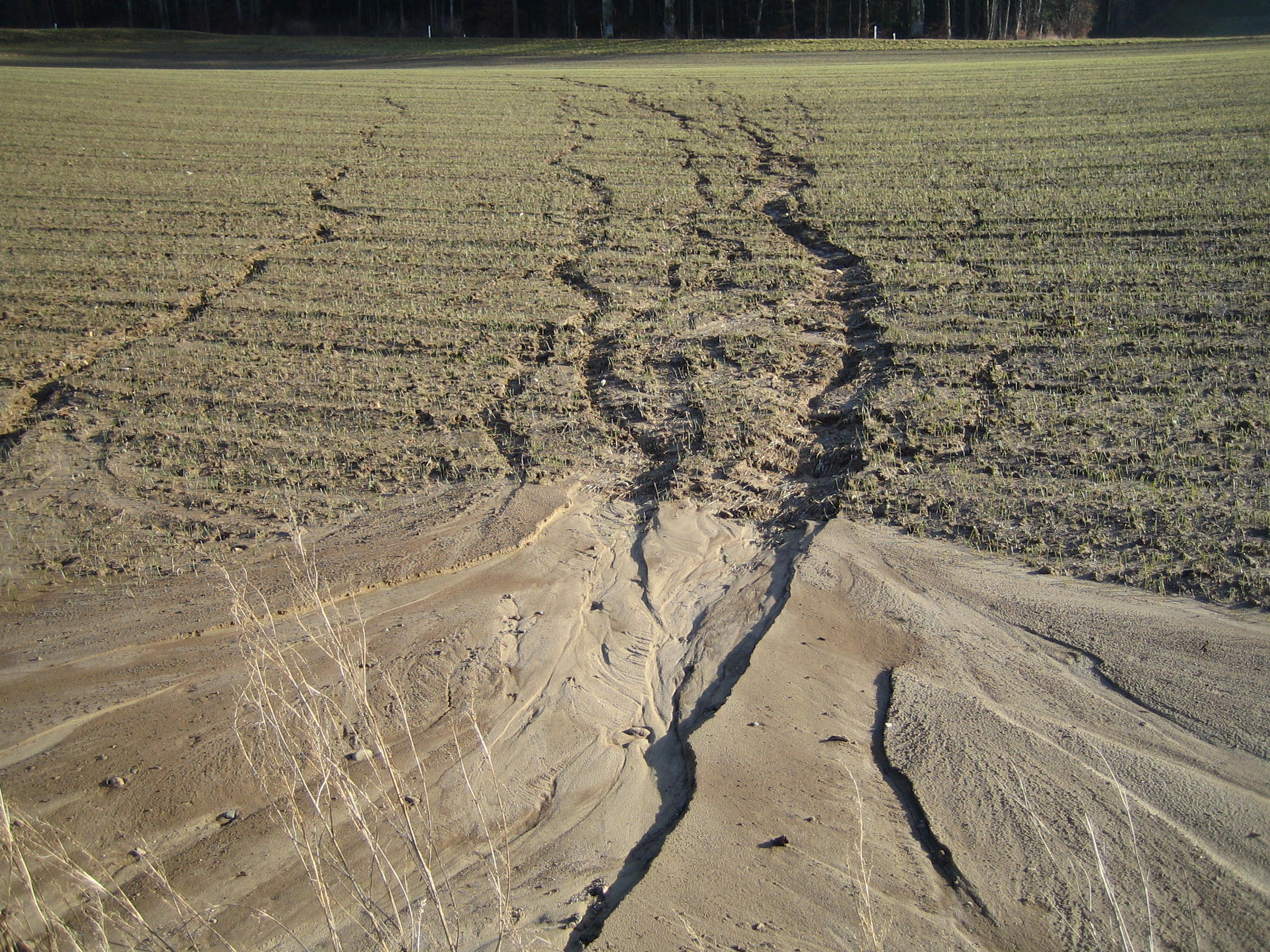
Крупная эрозионная борозда, Швейцария
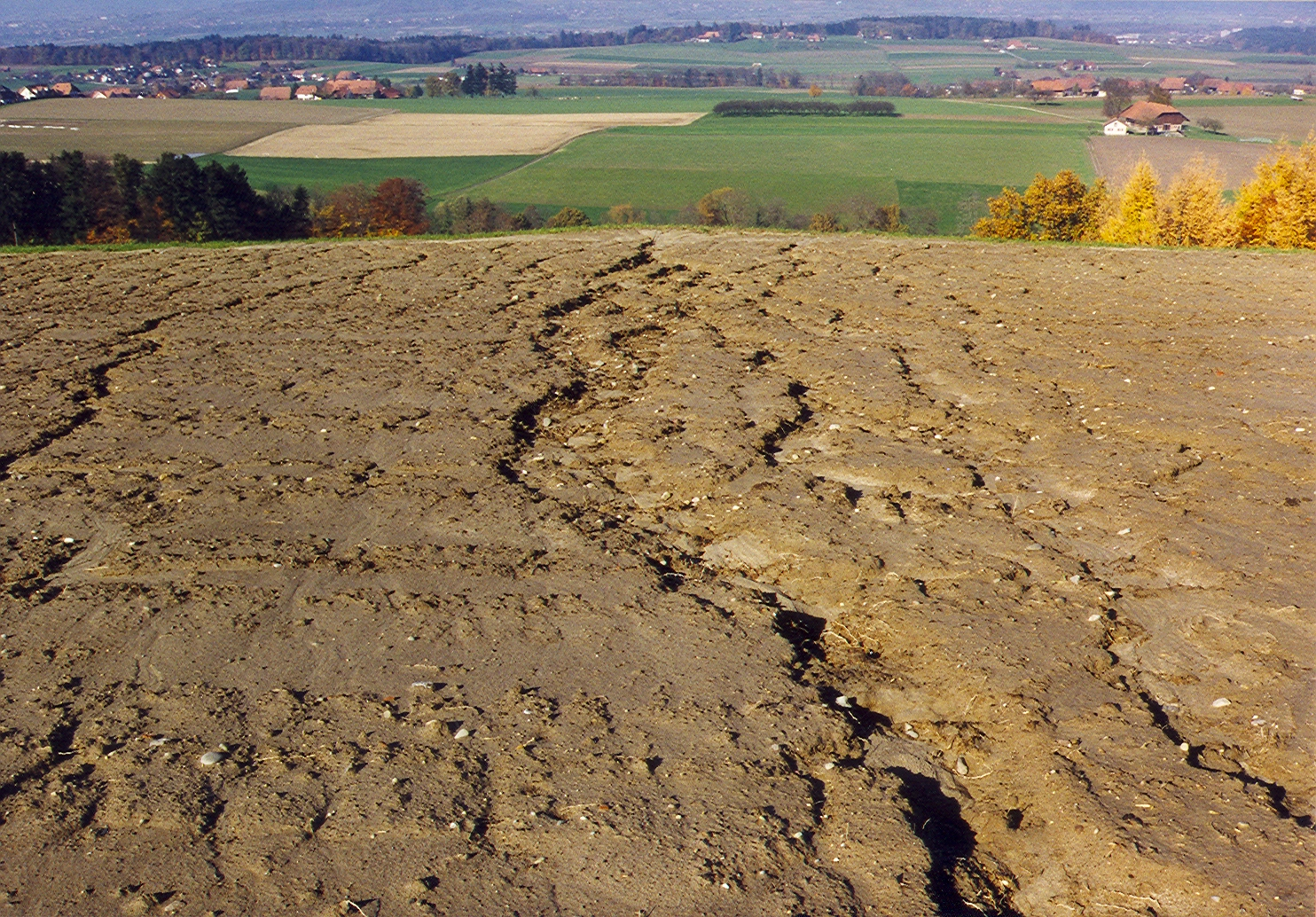
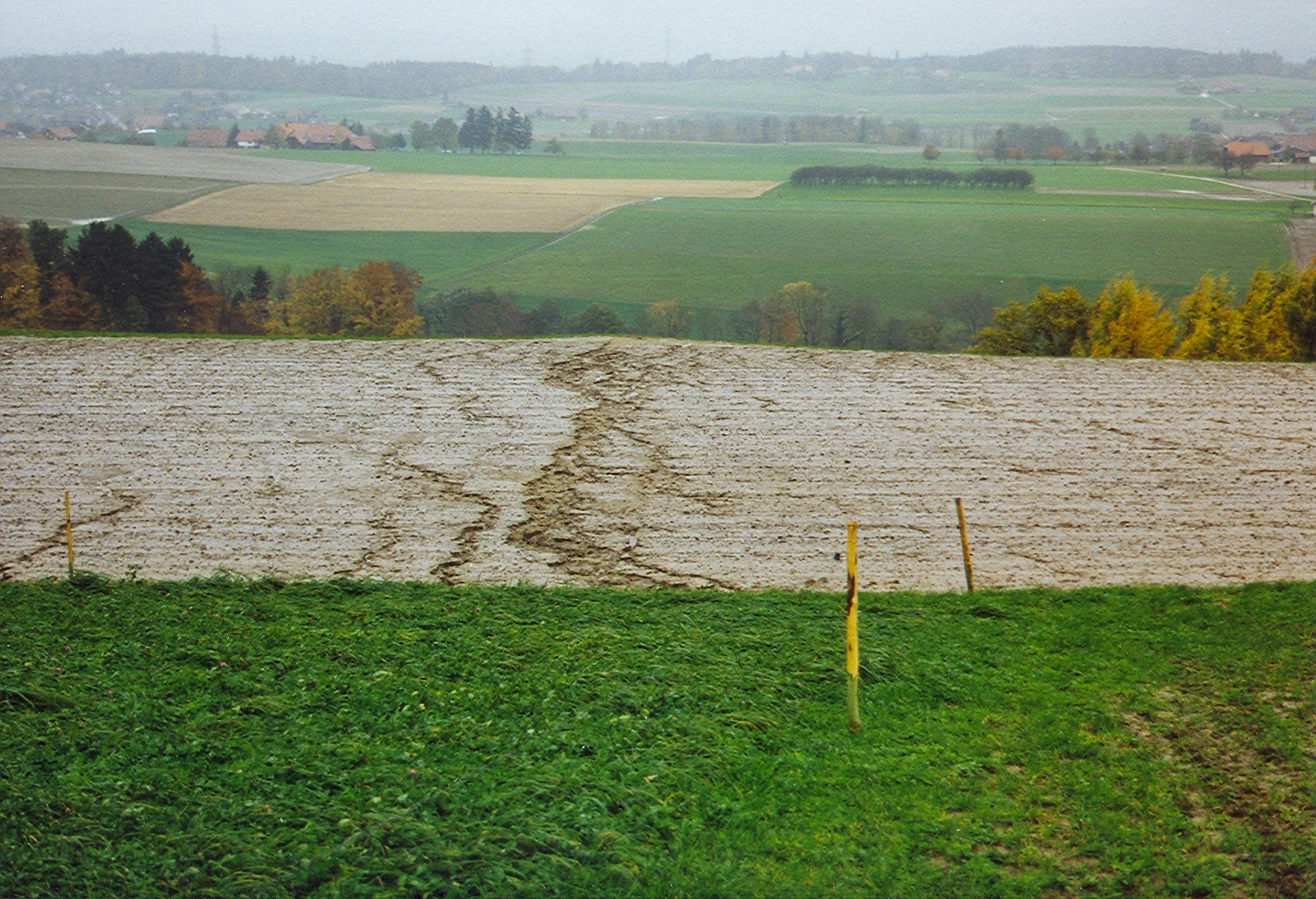
Расширенная эрозионная борозда